# Peyman Babaei
Peyman Babaei (tiếng Ba Tư: پیمان بابائی, sinh ngày 14 tháng 2 năm 1994 ở Tabriz) là một cầu thủ bóng đá người Iran hiện tại thi đấu cho Gostaresh Foolad. Anh bị cấm thi đấu 2 năm vì sử dụng doping từ tháng 12 năm 2014 đến tháng 12 năm 2016.